# Ångest som dödar
Ångest som dödar (originaltitel Under kærlighedens aag, svensk nypremiärtitel Under kärlekens tvång, även känd i Danmark som Angsten, der dræber och Angsten dræber) är en dansk svartvit stumfilm (drama) från 1917. Filmen producerades av Nordisk Film och regisserades av  Alexander Christian efter ett manus av Aage Barfoed. Filmen fotades av Hellwig F. Rimmen och hade premiär den 13 juni 1917 i Danmark.

## Rollista
- Frederik Jacobsen – Harn, direktör
- Erna Schøyen – Phyllis, Harns dotter
- Anton de Verdier – George Brown, ingenjör
- Kai Lind – Henry Massie, ingenjör
- Hans Dynesen – Alfonso, en arbetare
- Peter Jørgensen
- Johanne Krum-Hunderup
- Charles Willumsen